# Ерл Вілер
Ерл Гілмор Вілер (англ. Earle Gilmore Wheeler; нар. 13 січня 1908, Вашингтон — пом. 18 грудня 1975, Фредерік, Меріленд) — американський воєначальник, генерал армії США (1962), 6-й голова Об'єднаного комітету начальників штабів (1964–1970) та 23-й начальник штабу армії (1962—1964). Учасник Другої світової та війни у В'єтнамі.

## Біографія
Ерл Гілмор Вілер народився 13 січня 1908 року у Вашингтоні, округ Колумбія, в родині Доку Стоун та Айди Гілмор. Пізніше він був усиновлений другим чоловіком Айди. 1924 році Вілер розпочав свою військову кар'єру, у віці 16 років, рядовим роти «E» 121-го інженерного батальйону Національної гвардії округу Колумбії. У 1926 році він був підвищений у сержанти, 1928 році був почесно звільнений з метою вступу до Військової академії США. 1932 році закінчив Академію і отримав призначення для проходження подальшої служби у 29-й піхотний полк, де служив з 1932 по 1936 роки. 1937 році поступив на курси Піхотної школи армії США, по завершенню якої служив у 15-му піхотному полку, з 1937 року до 1940 роки, зокрема у Китаї з 1937 по 1938 рік у службовому відрядженні.
З 1940 по 1941 рік Вілер був викладачем математики у Вест-Пойнті, згодом став командиром батальйону й займався підготовкою сформованих підрозділів 36-ї та 99-ї піхотних дивізій з 1941 по 1944 роки. У листопаді 1944 року прибув до Європи начальником штабу новоствореної 63-ї піхотної дивізії.
Наприкінці 1945 року Вілер повернувся до США як артилерійський інструктор у Форт Сілл, потім вирушив до Німеччини. 1947—1949 роках служив у складі окупаційних військ штабним офіцером Корпусу констеблів США (колишній VI корпус). 1950 році поступив на навчання до Національного воєнного коледжу. Надалі проходив службу штабним офіцером у структурах НАТО. У 1951–52 роках командував 351-м піхотним полком 88-ї піхотної дивізії, який контролював Вільну територію Трієста, передову позицію «Холодної війни».
У 1955 році Вілер призначений до штабу Пентагону. У 1958 році очолив 2-гу бронетанкову дивізію. У 1959 році став командиром III корпусу. 1960 році повернувся до штабної роботи — став директором Об'єднаного комітету начальників штабів. У 1962 році він на нетривалий термін призначений заступником командувача збройних сил США в Європі до того, як пізніше того ж року був призначений начальником штабу армії США.
У липні 1964 року Президент Ліндон Б. Джонсон призначив Вілера головою Об'єднаного комітету начальників штабів замість генерала Максвелла Тейлора. Термін перебування Вілера в посаді найвищого військового керівника в країні припало на розпал участі Америки у війні у В'єтнамі. Вілер контролював і підтримував розширення військової ролі США у В'єтнамській війні в середині 1960-х, послідовно підтримуючи прохання керівництво американськими військами у В'єтнамі про додаткові війська та розширення діючіх повноважень. Він часто закликав президента Джонсона завдати більш потужних ударів по Північному В'єтнаму та розширити кампанії з повітряних бомбардувань. Втім Вілер був прибічником мінімізації витрат на наземні війська США. Він реалістично оцінював бойові спроможності та можливості південно-в'єтнамської армії. У вищих колах він мав репутацію «яструба».
У лютому 1968 року Вілер разом з генералом Вільямом К. Вестморлендом, командувачем американськими військами у війні та президентом Джонсоном відреагували на успішний північно-в'єтнамський Тетський наступ збільшенням американського військового компоненту. Однак Вілер був стурбований тим, що нарощування американського угруповання у В'єтнамі виснажило військові спроможності США в інших регіонах світу. Він закликав призвати за рахунок мобілізації резервів 205 000 додаткових сухопутних військ, які, на його думку, мали залишатися на території США як активний резерв. Президент вирішив, що це нелегко буде зробити. Отже, ситуація з провальним Тетським наступом, різкі зміни в американській громадській думці, сприяли остаточному рішенню президента Джонсона щодо деескалації війни
Після обрання президентом Річарда М. Ніксона, Вілер наглядав за виконанням програми «В'єтнамізації», згідно з якою збройні сили Південного В'єтнаму поступово перебирали на себе всю відповідальність за ведення воєнних дій, коли американські сили будуть виводитися з країни.
У липні 1970 року Вілер звільнився з лав армії США. Він шість років був головою Об'єднаних комітету начальників штабів, прослуживши найдовше серед інших американських генералів та адміралів, що посідали цю посаду. Після виходу на пенсію його було нагороджено медаллю «За видатну службу в Збройних силах» і генерал Вілер став першим одержувачем цієї відзнаки.